# Triadelphia
Triadelphia és una població dels Estats Units a l'estat de Virgínia de l'Oest. Segons el cens del 2000 tenia 817 habitants.

## Demografia
Segons el cens del 2000, Triadelphia tenia 817 habitants, 370 habitatges, i 223 famílies. La densitat de població era de 457,2 habitants per km².
Dels 370 habitatges en un 24,6% hi vivien nens de menys de 18 anys, en un 44,9% hi vivien parelles casades, en un 11,1% dones solteres, i en un 39,7% no eren unitats familiars. En el 35,1% dels habitatges hi vivien persones soles el 14,3% de les quals corresponia a persones de 65 anys o més que vivien soles. El nombre mitjà de persones vivint en cada habitatge era de 2,21 i el nombre mitjà de persones que vivien en cada família era de 2,83.
Per edats la població es repartia de la següent manera: un 20,8% tenia menys de 18 anys, un 9,8% entre 18 i 24, un 29,7% entre 25 i 44, un 25,9% de 45 a 60 i un 13,7% 65 anys o més.
L'edat mediana era de 39 anys. Per cada 100 dones de 18 o més anys hi havia 89,2 homes.
La renda mediana per habitatge era de 26.169 $ i la renda mediana per família de 36.136 $. Els homes tenien una renda mediana de 25.441 $ mentre que les dones 18.958 $. La renda per capita de la població era de 14.267 $. Entorn del 15,8% de les famílies i el 15,8% de la població estaven per davall del llindar de pobresa.

## Poblacions més properes
El següent diagrama mostra les poblacions més properes.